# Sertularella nuttingi
Sertularella nuttingi is een hydroïdpoliep uit de familie Sertulariidae. De poliep komt uit het geslacht Sertularella. Sertularella nuttingi werd in 1914 voor het eerst wetenschappelijk beschreven door Billard. 